# Castell de Calaf
El Castell de Calaf és a la part alta de la població de Calaf, al cim d'un turó. Està declarat com a Bé Cultural d'Interès Nacional. Des del castell es podia controlar el poble i tot el pla immediat, per on passaven dues vies de comunicació importants: l'una de nord a sud que comunicava el nord de Catalunya (Alt Urgell i Solsonès) amb un ramal de la via Augusta, passant pel municipi romà de «Sigarra» (actual Els Prats de Rei) i l'altra d'est a oest, comunicant la Segarra i les terres de Lleida amb la Catalunya central. Se'l considera una de les fortificacions més importants de la comarca i que caldria relacionar amb altres edificis de planta poligonal com el proper Castell de Mirambell.

## Descripció
És una fortificació de planta poligonal amb cinc costats de longituds lleugerament diferents i amplada i longitud de 28 m. Els murs tenen un gruix de 270 a 300 cm. Actualment es conserva en una alçària variable; en alguns trams de mur supera els 10 m. Per damunt de la paret més antiga, original, hi ha una franja més moderna amb espitlleres. La major part dels angles d'aquesta muralla eren corbs; el més oriental fa una forta curvatura vers l'exterior que fa que, des de fora, sembli una bestorre semicircular.

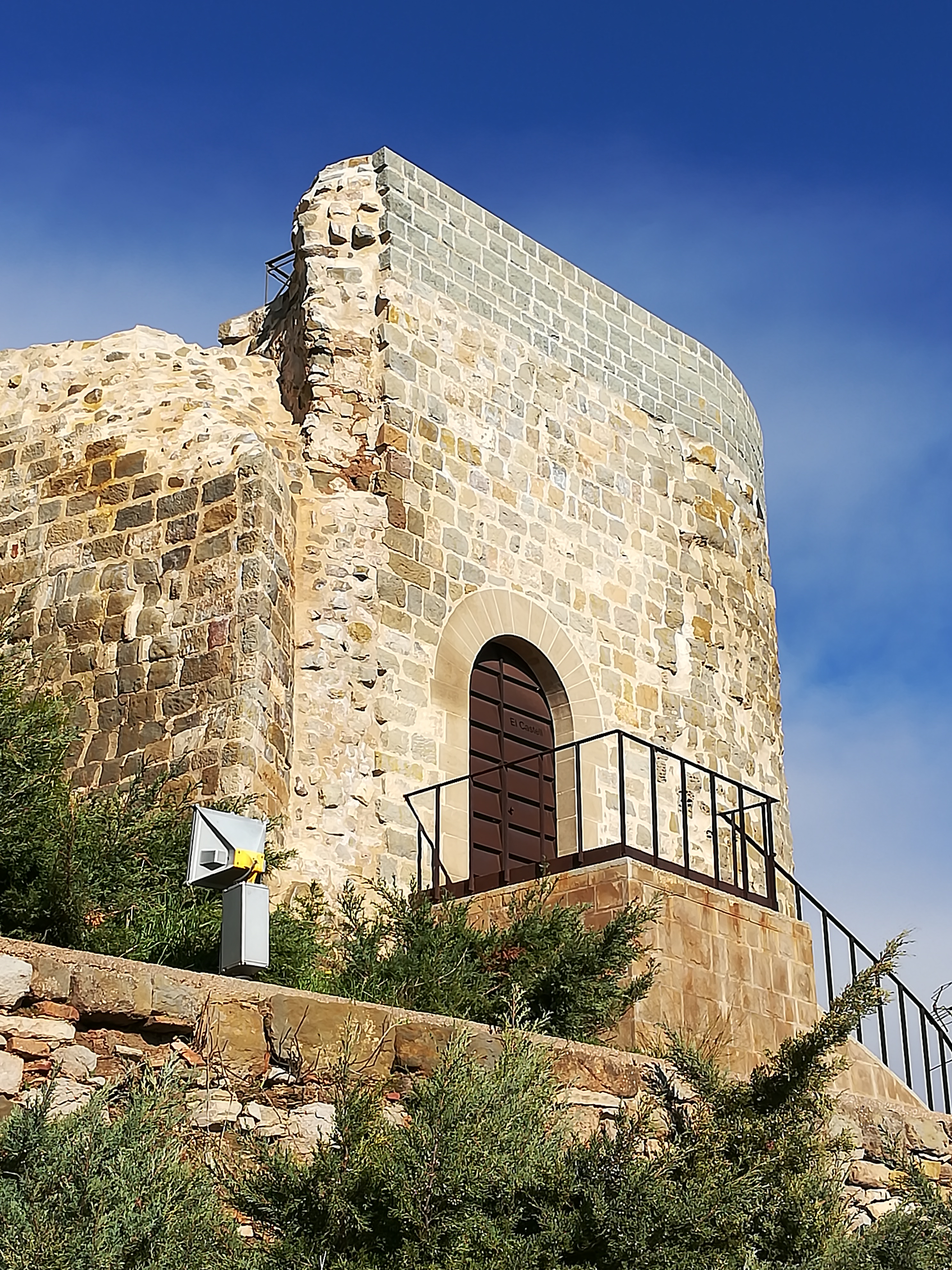
Portal d'entrada i façana sud

A l'angle nord-est hi hagué una planta circular, ara totalment ensorrada. Les parets perimetrals són fetes amb carreus grossos (30 x 35 cm), ben escairats i col·locats a trencajunts. La porta és situada a la banda meridional que dona a la població en un entrant de la muralla que fa que el portal sobresurti de la resta. Per fora hi manquen les dovelles; per dins és acabat amb un arc rebaixat i té una amplada de 220 cm i una alçària d'uns 275 cm.
A l'interior de l'ample recinte clos per aquest murs perimetrals, hi ha un mur transversal que va d'oest a est i és situat a uns 4,8 m de la paret sud. A la banda est, cara interior del mur hi ha una cornisa de pedra que es pot relacionar amb l'existència d'un trespol.
Pel que fa a la datació, tot i que les característiques dels murs perimetrals podrien fer pensar en un origen força remot, es considera que aquesta notable fortificació fou construïda força unitàriament cap al segle xii o més aviat al XIII.

## Història
És un castell termenat, documentat el 1015. Passades les devastacions d'Almansor i del seu fill Abd al-Malik les quals afectaren greument tota la marca del comtat de Manresa, el comte Ramon Borrell i la comtessa Ermesenda, entre els anys 1010 i 1015 donaren al bisbe Borrell de Vic un territori de nom Segarra per a repoblar. L'any 1015 el bisbe donà al levita (amo de castell o castells en servei de l'Església) Guillem d'Oló, castellà de Mediona i Clariana aquesta marca de la Segarra en la qual hi havia els tres puigs de Calaf, Calafell i Ferrera. Es desconeix l'activitat repobladora de Guillem d'Oló doncs no es tenen més notícies del castell fins al seu testament del 1031-33, en el qual el llegà a un fill clergue, que el tindria per l'església de Sant Pere de Vic.
Sorgiren discrepàncies per aquest castell, entre el bisbe de Vic i el  vescomte de Cardona, però l'any 1039, el bisbe reconegué els drets que hi tenien els Cardona, els quals, agraïts, cediren al bisbe Oliba el dret superior o eminent; feren donació del terme i del mateix castell de «Calaph» a la seu vigatana, restant-hi, ells com a feudataris que designaren castlans, les famílies dels quals aniran canviant. Al s. XII es documenta una família de nom Calaf, probablement castlana del castell. El 1318 el castell de Calaf quedà vinculat al vescomtat. Segons el fogatjament del 1359 Calaf comptava 63 focs i figurava dins la vegueria de Cervera. La casa de Cardona era senyora de la vila de Calaf.
Tanmateix, amb el segle xiv, el predomini passa als Cardona i «castrum et locum de Calaf» foren integrats al comtat de Cardona, en ésser erigit l'any 1375. La batalla de Calaf de la Guerra Civil Catalana (28 feb. 1465) ocupa una pàgina de la història de Catalunya. El senyoriu de Calaf acabà en el ducat de Cardona. El 1462, en la guerra de la Generalitat contra Joan II s'esmenta el castell com a «molt fort e defensivol». El 1602, hi ha esment de la capella del Castell; en visites anteriors al 1630, sovint hom parla de l'església de Sant Pere del Castell.
El maig de 1710, un destacament borbònic irlandès, a les ordres del tinent general Daniel O’Mahony, atacà el castell de Calaf, on hi havia una guarnició austriacista, i a continuació, hi calà foc, després de prendre i destruir una gran quantitat de provisions de l'exèrcit austriacista. Un any i mig més tard, durant els mesos de setembre i desembre de 1711, en l'enfrontament de Prats de Rei, la vila de Calaf acollí el quarter general borbònic del Duc de Vendôme, que es trobava instal·lat al casal de Mn. Jeroni Abadal. La vila fou ocupada per més de 30.000 soldats, que es desplegaren també per la població de Sant Martí Sesgueioles, fins que abandonaren la zona el desembre de 1711. L'any 1781, el castell acabà enrunant-se. fins a arribar avui dia que s'han aplicat diverses feines de recuperació.
El març de 2011 van acabar-se les tasques de restauració del castell de Calaf, iniciades el juliol del 2009, i que han permès recupera l'estructura exterior del monument, així com fer-ne visitable l'interior. Les obres han estat finançades entre el Ministeri de Foment, l'Incasòl i l'Ajuntament de Calaf, a través del programa de l'1% Cultural.